# Амро ел Вир
Амро ел Вир (арап. عمرو الوير, романизовано Amro Al-Wir; Аман, 23. јануар 2001) јордански је пливач чија специјалност су трке прсним стилом на 100 и 200 метара.
Од 2020. плива за екипу Универзитета Флориде.

## Спортска каријера
Ел Вир је дебитовао на светским првенствима још као седамнаестогодишњак, пошто се у Будимпешти 2017. такмичио у две дисциплине − 100 прсно (61. место) и 200 прсно (36. место). Годину дана касније такмичио се на Азијским играма у Џакарти, Олимпијским играма младих у Буенос Ајресу и светском првенству у малим базенима у кинеском Хангџоуу.
Наступио је и на светском првенству у корејском Квангџуу 2019, где се такмичио у четири дисциплине, а најбољи резултат остварио је у трци на 200 прсно у којој је заузео 35. место у квалификацијама, уз нови анционални рекорд. 
На светском јуниорском првенству које је током августа месеца 2019. одржано у Будимпешти успео је да се пласира у полуфинале трке на 100 прсно, у ком је заузео укупно 13. место, два пута поправљајући властити национални рекорд. 